# Uber Eats
Uber Eats – usługa umożliwiająca zamawianie posiłków z lokalnych restauracji za pośrednictwem aplikacji mobilnej.
Charakterystyczną cechą Uber Eats jest możliwość opłacania rachunków za jedzenie z tego samego konta, przy użyciu którego opłaca się przejazdy.
Platforma wykorzystuje elementy ekonomii współdzielonej i należy do portfolio firmy Uber.
Usługa Uber Eats została uruchomiona w 2014 roku. W 2024 roku platforma była dostępna w 30 krajach.
W Polsce usługa Uber Eats dostępna jest w ponad 100 miastach. Oprócz miast wojewódzkich usługa objęła również część mniejszych miejscowości i niektóre wsie.